# Heinrich G. Noren
Heinrich G. Noren (* 5. Jänner 1861 in Graz; † 6. Juni 1928 in Kreuth-Oberhof), eigentlich Heinrich Suso Johannes Gottlieb, war ein österreichischer Komponist, Violinist und Musikpädagoge.

## Name
Heinrich Suso Johannes Gottlieb verwendete als Komponist den Künstlernamen „Noren“, der am 12. November 1916 von der k. k. Steiermärkischen Statthalterei auch als offizieller Familienname eingetragen wurde. Für die Behauptung Nicolas Slonimskys in Baker’s Biographical Dictionary of Musicians, der Komponist habe den Namen von seiner Ehefrau übernommen, liegen laut Norbert Florian Schuck keine Belege vor. Tatsächlich verwendete er ihn bereits lange Zeit vor seiner um 1912/13 geschehenen Eheschließung mit der norwegischen Sängerin Signe Giertsen, die sich anschließend ebenfalls „Noren“ nannte. Die endgültige Form des Namens „Heinrich G. Noren“ findet sich auf seinen Werken seit der 1903 veröffentlichten Suite op. 16. Zuvor tauchen auf den Notendrucken auch die Formen „Heinrich Gottlieb-Noren“ (op. 12) und „H. Gottlieb Noren“ (op. 15) auf.

## Leben
Heinrich Gottlieb war der Sohn des Chemikers Johann Gottlieb, der als Professor am Grazer Joanneum unterrichtete, und dessen Gattin Gertrude geb. Mathe. Frühzeitig durch sein musikalisches Talent aufgefallen, erhielt er ersten Musikunterricht in seiner Heimatstadt und widmete sich zunächst seiner Ausbildung auf der Violine. 1878 wurde er in Brüssel Schüler von Henri Vieuxtemps. 1883 setzte er seine Studien in Paris bei Lambert Massart fort. Anschließend wirkte er als Konzertmeister verschiedener Orchester in Belgien, Spanien, Russland und Deutschland. Komposition studierte er in Berlin bei Ludwig Bussler und Friedrich Gernsheim, Kontrapunkt bei Otto Klauwell in Köln.
1896 gründete er in Krefeld ein Konservatorium, das bis 1942 bestand. 1902 gehörte er zum Direktorium des neugegründeten Konservatoriums in Düsseldorf. Im selben Jahr wechselte er ans Stern’sche Konservatorium in Berlin, wo er bis 1907 lehrte. Von 1907 bis 1911 lebte er in Loschwitz bei Dresden und unterrichtete Komposition am Dresdner Konservatorium. Anschließend ging er wieder nach Berlin. 1915 übersiedelte er nach Rottach-Egern, schließlich nach Kreuth-Oberhof, wo er bis zu seinem Tode 1928 lebte.
1915 gehörte Noren zum Gründungsvorstand der Genossenschaft zur Verwertung musikalischer Aufführungsrechte (GEMA).

## Kompositionsstil
Im Lexikon Die Musik in Geschichte und Gegenwart beschrieb Waltraute Kramer den Stil des Komponisten wie folgt: „Norens Kompositionen zeigen Klarheit in Form und Aufbau sowie eine geschmeidige, der Spätromantik verpflichtete Melodik. Die geschickte Instrumentation verrät den routinierten Orchestermusiker. Seine Violinkompositionen weisen Noren als Geiger von hohem technischen Können aus.“
Norens Werke weisen starke Einflüsse slawischer Musik auf.

## Rezeption
Noren war zunächst vor allem als Violinist und Pädagoge bekannt, bevor er 1907 durch die Uraufführung seiner Orchestervariationen Kaleidoskop auf der Tonkünstlerversammlung des Allgemeinen Deutschen Musikvereins in Dresden schlagartig als Komponist berühmt wurde. Für einen Skandal sorgten zwei als Reverenz „an einen berühmten Zeitgenossen“ in das Werk eingearbeitete Zitate aus Richard Strauss’ Tondichtung Ein Heldenleben, die Noren eine Klage des Verlags F. E. C. Leuckart wegen Urheberrechtsverletzung einbrachten. Der Rechtsstreit wurde 1908 zu Gunsten Norens entschieden. In den folgenden Jahren wurden Norens Werke von zahlreichen Orchestern in Europa und den Vereinigten Staaten aufgeführt. Zu den Dirigenten, die sich für ihn einsetzten, zählten Ernst von Schuch, Arthur Nikisch, Karl Muck, Felix Weingartner und Frederick Stock. Nach dem Ersten Weltkrieg ließ das Interesse an der Musik Norens rasch nach.
Nachdrucke mehrerer Kompositionen Norens wurden ab 2016 von Musikproduktion Jürgen Höflich herausgebracht. In den Vorworten dieser Edition charakterisiert Christoph Schlüren Norens Kompositionsstil: „Zunächst Brahmsianer, war Noren auf der Höhe des Erfolgs an die Seite des von ihm verehrten Richard Strauss gerückt, und in der natürlichen Virtuosität seiner Schreibweise wie auch der kapriziösen Musikanterie steht er Seite an Seite mit Strauss und Reznicek – es ist höchste Zeit, dass man ihn hundert Jahre nach dem allmählichen Sinken seines Sterns wiederentdeckt.“
Norens Kompositionen bildeten 2024 einen Schwerpunkt im Programm der Richard-Strauss-Tage Garmisch-Partenkirchen. Unter der Leitung von Rémy Ballot brachte die Pilsener Philharmonie Norens Kaleidoskop gemeinsam mit Strauss’ Heldenleben zur Aufführung.

## Werke (Auswahl)

### Oper
- Der Schleier der Beatrice (nach dem gleichnamigen Schauspiel von Arthur Schnitzler, 1919)

### Orchestermusik
- Aria religiosa op. 9 (Eos, Berlin-Schönefelde, 1913) OCLC 1011391831
- Elegische Gesangs-Scene für Violoncello mit Begleitung des Orchesters op. 10 (C. F. Kahnt, Leipzig, 1904) OCLC 53092344 Noren verlegte auch Fassungen für Violine und für Viola.
- Kaleidoskop, Variationen und Doppelfuge über ein eigenes Thema für großes Orchester op. 30 (Lauterbach & Kuhn, Leipzig, 1907) OCLC 1389131348
- Sonntagsmorgengang für eine Singstimme mit Orchester op. 31, Text: Hugo Salus (1909)
- Vita, Sinfonie für modernes Orchester h-Moll op. 36 (1910) OCLC 1038090251
- Konzert für Violine und Orchester a-Moll op. 38 (Eos, Berlin-Schöneberg, 1912) OCLC 159799296
- Deux Morceaux [Zwei Stücke] op. 39 (Forberg, Leipzig, 1912) I Légende OCLC 837740183 II Danse Slave OCLC 837740198
- Divertimento für 2 Soloviolinen und Orchester op. 42 (EOS, Berlin-Schöneberg, 1913) OCLC 165335923 I Präludium II Scherzo III Intermezzo IV Finale
- Sinfonische Serenade op. 48 (Eos, Berlin-Schönefeld, 1915) OCLC 165534421

### Kammermusik
- Des Abends, Charakterstück für Violine mit Klavierbegleitung op. 1 (Carl Tendler, Graz, 1888) OCLC 1136957834
- Albumblatt für Violine und Klavier op. 8 (Chalier & Co., Berlin, 1896)
- Berceuse für Violoncello und Klavier op. 12 (1900) OCLC 34140235 (Digitalisat beim IMSLP)
- Suite für Violine und Klavier e-Moll op. 16 (Eisboldt & Rohkrämer, Simrock, Berlin, 1903) OCLC 1084774272 I Präludium II Scherzo III Dumka IV Kolo
- Pastorale Skizzen für Harmonium, Violine und Violoncello op. 26 (1905) I Frühlingsmorgen II Reigen III Mitternacht IV Kirmes
- Trio für Klavier, Violine und Violoncello d-moll op. 28 (Bote & Bock, Berlin, 1906) OCLC 165818394
- Singende Weisen, sechs Stücke für Violine und Klavier op. 32 (Bisping, Münster, um 1910) OCLC 701462479
- Sonate für Violine und Klavier a-Moll op. 33 (Bote & Bock, Berlin, 1909) OCLC 165335933
- Deux morceaux op. 39, Fassung für Violine und Klavier (Forberg, Leipzig, 1912) OCLC 701462501
- Notturno e Capriccio für Violine und Klavier op. 43 (Eos, Berlin-Schöneberg, 1913) OCLC 701465936
- Sonate für Violoncello und Klavier op. 47 (Eos, Berlin-Schöneberg, 1914) OCLC 165335930

### Werke für Tasteninstrumente
- Drei Klavierstücke mittlerer Schwierigkeit op. 20 (Carl Simon, Berlin, 1903) II Marsch G-Dur OCLC 1345465444
- Pastoralarie für Harmonium op. 18 (Koppen, 1903)
- Lieblinge der Jugend, acht leichte melodiöse Klavierstücke op. 21 (Bisping, Münster, um 1910) OCLC 633846620
- Tonbilder für die reifere Jugend, fünf vierhändige Klavierstücke für zwei gleiche Spieler op. 40 (Bisping, Münster, um 1900) OCLC 1069080400
- Miniaturen, drei Klavierstücke für Anfänger op. 41 (Bisping, Münster, um 1910) OCLC 1073659047

### Vokalmusik
- Zwei Lieder für Männerchor op. 13 I Als ich dich kaum gesehen, Madrigal für vierstimmigen Männerchor  Theodor Storm OCLC 724694894 II Neuwein-Lied. Das hat Gott Vater gut gemacht
- Das Märchen vom Glück für Gesang und Klavier op. 14 (Kahnt, 1904)
- Drei Lieder op. 15 (Carl Simon, Berlin, 1903) I Zauber. Incipit: Morgen werden viel Sterne scheinen II Das Lied von Ferne. Incipit: Ich seh die Welt, Text: Otto Julius Bierbaum III Sie liebten sich Beide von Herzensgrund (Digitalisat beim IMSLP)
- Drei Lieder op. 17 (Eisboldt & Rohkrämer, 1903)
- Zwei Gesänge op. 19 (Koppen, 1903)
- Drei Gesänge op. 24 (Hainauer, 1903)
- Drei Lieder op. 25 (Forberg, 1908)
- Tanz für Gesang und Klavier op. 27 Nr. 1
- Drei Lieder für eine Singstimme mit Klavierbegleitung op. 34 (Chalier, Berlin, 1909) OCLC 8492993 I Schlafe, ach schlafe II Wenn ich will III Nun fass' ich dich, Glück
- Drei Lieder für eine Singstimme mit Klavierbegleitung op. 35 (Chalier, Berlin, 1909) OCLC 8492959I Wie in einem bangen Märchen II Herbstlied III Aus meiner Seele rufe ich
- Vier Lieder op. 37 (Forberg, 1911)
- Geistliche Lieder op. 44 (Eos, 1913)
- Zwei Gesänge op. 45 (Eos, 1913)
- Drei Lieder op. 46 (Eos, 1913)
- Vier Lieder, Gesang & Klavier op. 50  (1922) I Sag ... Du, wo raucht deines Vaters Hütte, Text: Ernst Penzoldt II Winterliebe: Hin zum Herr Gott jüngst ich schlich, Text: Ernst Penzoldt III Traum: Die Rose die am Tisch von Strausse fiel, Text: Ernst Penzoldt IV Ich will mich zur lieben Maria vermieten